# Dieter Hochheimer
Dieter Hochheimer (* 24. September 1952 in Offenbach am Main) ist ein ehemaliger deutscher Fußballspieler, der als Aktiver von Tennis Borussia Berlin in der Saison 1976/77 in der Fußball-Bundesliga 17 Spiele absolviert und ein Tor erzielt hat.

## Laufbahn

### Jugend und Anfänge im Seniorenbereich, bis 1974
Der von Germania Okriftel in die Jugendabteilung von Kickers Offenbach gekommene Dieter Hochheimer wurde im Jahre 1968 vom DFB zu drei Länderspielen in die Schülernationalmannschaft berufen. Am 6. April in Arnheim gegen Holland und am 27. und 30. April in London und Hull gegen England. Alle drei Spiele wurden von der DFB-Elf erfolgreich bestritten und das Talent aus Hessen war dabei jeweils im Mittelfeld zum Einsatz gekommen. Am 18. Oktober 1969 debütierte der Offenbacher an der Seite der Mitspieler Uli Hoeneß und Rainer Bonhof in Geleen beim Länderspiel gegen Holland in der Jugendnationalmannschaft. Mit der Auswahl von Süddeutschland gewann er 1971 den Jugendländerpokal. Zuerst setzte sich der Süden im Halbfinale mit einem 1:0-Erfolg gegen Westdeutschland durch ehe im Finale Berlin mit 3:1 Toren bezwungen wurde.
Zur Saison 1971/72 wurde er aus der Jugend-Abteilung zusammen mit den Traser-Zwillingen Ernst und Heinz in die Ligamannschaft der Elf vom Bieberer Berg übernommen. Die Kickers holten sich in dieser Runde souverän in der Regionalliga Süd mit 99:33 Toren und 57:15 Punkten die Meisterschaft und kehrten in die Fußball-Bundesliga zurück. Trainer Kuno Klötzer setzte den Nachwuchsspieler in zwei Begegnungen in der Regionalligarunde ein: Am 27. Februar 1972 gegen 1860 München und am 19. März gegen die Stuttgarter Kickers. Gegen die Stammspieler Walter Bechtold, Winfried Schäfer, Roland Weida, Horst Gecks, Erwin Kostedde und Sigfried Held konnte er sich im Mittelfeld und Angriff der Offenbacher nicht durchsetzen und nahm deshalb das Angebot des Bundesligisten Hamburger SV zur Runde 1972/73 an und wechselte vom Main an die Elbe.
In Hamburg hatte man unter Anleitung des Paares Klaus-Dieter Ochs (Trainer) und Gerhard Heid (Jugendmanager und Talentesichter) ab Sommer 1970 massiv auf die Karte „Einbau von jungen Talenten in die Lizenzspielermannschaft“ gesetzt und mit Manfred Kaltz, Rudi Kargus und Caspar Memering auch schon erfolgreich Talente in die Bundesligamannschaft befördert. Nach dem Karriereende von Uwe Seeler und Jürgen Kurbjuhn im Sommer 1972 wurde die eingeschlagene Linie durch die weiteren Verpflichtungen durch Hochheimer und seinen OFC-Mannschaftskameraden Walter Krause sowie die Auswahlspieler Kurt Eigl, Peter Hidien und Peter Krobbach fortgesetzt. Für Hochheimer war die sportliche Hürde aber zu hoch, er kam in den zwei Jahren 1972 bis 1974 zu keinem Pflichtspieleinsatz beim HSV, nicht unter Trainer Ochs, auch nicht ab der Runde 1973/74 unter dessen Nachfolger Kuno Klötzer. Er unterschrieb deshalb zur Runde 1974/75 einen Vertrag bei Göttingen 05 in der neugegründeten 2. Fußball-Bundesliga.

### Göttingen, Berlin und Osnabrück, 1974 bis 1982
Unter Trainer Reinhard Roder absolvierte der Neuzugang in der Universitätsstadt im ersten Jahr der 2. Bundesliga 38 Spiele und erzielte sechs Tore. Nach dem 6. Spieltag, Göttingen hatte vor 32.000 Zuschauern am 31. August 1974 bei Borussia Dortmund ein 2:2-Remis erzielt, führten die Schwarz-Gelben mit 9:3 Punkten die Tabelle in der 2. Bundesliga an. Nach dem 3:2-Heimsieg acht Tage später im DFB-Pokal gegen Hannover 96 nach Toren von Schonert, Wolf und Hochheimer führt Grüne in seinem Göttingen-Buch aus:

„Es stimmte einfach alles bei den 05ern, deren überragender Akteur Dieter Hochheimer war, der mit seinen weiten Einwürfen und öffnenden Pässen als Schaltstelle für das gefürchtete Steilpaßspiel fungierte, das der pfeilschnelle Ede Wolf und der treffsichere Schonert in Tore ummünzten.“

 Mit seinen Mannschaftskameraden Heinz-Dieter Hansing, Walter Plaggemeyer und Frank-Michael Schonert belegte er mit Göttingen den 10. Rang. Von 1974 bis 1976 wirkte er – überwiegend im Mittelfeld agierend – insgesamt in 73 Spielen mit und erzielte 18 Tore. Mit der Studentennationalmannschaft nahm er vom 1. bis zum 15. August 1976 an der Weltmeisterschaft unter Leitung von DFB-Trainer Herbert Widmayer in Uruguay teil. Kurz vor der Winterpause 1976/77 – am 21. November erzielte er beim 1:0-Erfolg gegen Arminia Bielefeld den Göttinger Siegtreffer – holte ihn Trainer Rudi Gutendorf in die Fußball-Bundesliga zu Tennis Borussia Berlin. Für die „Veilchen“ debütierte er am 11. Dezember 1976 bei der 1:3-Auswärtsniederlage gegen den 1. FC Kaiserslautern auf der Liberoposition in der Bundesliga. Bis zum Rundenende absolvierte er 17 Spiele und erzielte bei der 4:8-Niederlage gegen den 1. FC Köln ein Tor. Der Hesse blieb auch nach dem Bundesligaabstieg bei den Berlinern. Das Vorhaben mit Tennis Borussia die Rückkehr in die Bundesliga zu schaffen, konnte er mit den Trainern Rudi Faßnacht, Klaus Basikow und Reinhard Roder sowie den Mannschaftskameraden Winfried Berkemeier, Heinz-Josef Kehr, Winfried Stradt, Gerhard Welz und Norbert Stolzenburg in den Runden 1977/78 bis 1979/80 aber nicht verwirklichen. Er absolvierte für TeBe 92 Zweitligaspiele und erzielte elf Tore. Im Winter 1980 – die Berliner befanden sich in akuter Finanznot – wechselte er zum VfL Osnabrück und absolvierte am 13. Januar 1980 beim 1:0-Heimsieg gegen Holstein Kiel das erste Verbandsspiel an der Bremer Brücke. Aber auch in Osnabrück konnte er nicht den Aufstieg in die Bundesliga realisieren. Als nach dem sechsten Rang in der Saison 1980/81 unter Trainer Werner Biskup – Hochheimer hatte in 41 von 42 Rundenspielen mitgewirkt – in der Runde 1981/82 nur noch der 13. Tabellenrang heraussprang, beendete er im Sommer 1982 nach weiteren 93 Zweitligaeinsätzen mit insgesamt 258 Spielen und 31 Toren in der 2. Fußball-Bundesliga seine Spielerlaufbahn.

## Übersee
Später wirkte Dieter Hochheimer in Kanada bei den Edmonton Eagles in der Canadian Professional Soccer League als Trainer und in Nordamerika bei den Hollywood Kickers Los Angeles in der Western Soccer Alliance als Manager. Der Freund des Berliner Musikproduzenten Jack White fand darüber hinaus in Los Angeles einen neuen beruflichen Wirkungskreis in der Finanzbranche.